# Cyanopterus abnormis
Cyanopterus abnormis är en stekelart som beskrevs av Sergey A. Belokobylskij 2000. Cyanopterus abnormis ingår i släktet Cyanopterus och familjen bracksteklar. Inga underarter finns listade i Catalogue of Life.